# Centaurea parlatoris
Centaurea parlatoris — вид квіткових рослин родини айстрових (Asteraceae). Ендемік Сицилії.
Рослина сіро-повстяна; розетка і нижні стеблові листки ліроподібно перистороздільні.